# Regioni integrate di sviluppo economico
Le regioni integrate di sviluppo economico, ((PT)  Região integrada de desenvolvimento econômico, o RIDE) sono le regioni metropolitane del Brasile che si trovano in più di uno stato. Sono create da una legge federale specifica, che delimita i comuni che ne fanno parte e fissa le competenze assunte dall'insieme degli stessi.
La prima RIDE creata fu la regione integrata di sviluppo del Distrito Federal e intorno. Nel 2002, furono istituite due nuove regioni, la regione amministrativa integrata di sviluppo di Pólo Petrolina e Juazeiro e la regione integrata di sviluppo della Grande Teresina.

## Lista
| Stato                                  | RIDE                                                                      |
| -------------------------------------- | ------------------------------------------------------------------------- |
| Bahia e Pernambuco                     | Regione amministrativa integrata di sviluppo di Pólo Petrolina e Juazeiro |
| Distrito Federal, Goiás e Minas Gerais | Regione integrata di sviluppo del Distrito Federal e intorno              |
| Piauí e Maranhão                       | Regione integrata di sviluppo della Grande Teresina                       |